# Руйак (Кот-д’Армор)
Руйа́к (фр. Rouillac, брет. Rioleg) — коммуна во Франции, находится в регионе Бретань. Департамент — Кот-д’Армор. Входит в состав кантона Брон. Округ коммуны — Сен-Бриё.
Код INSEE коммуны — 22267.

## География

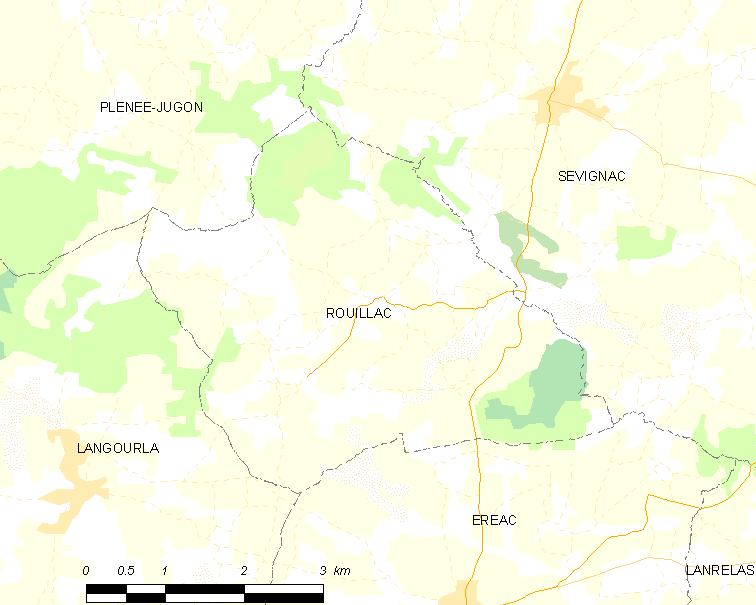
Карта коммуны

Коммуна расположена приблизительно в 360 км к западу от Парижа, в 60 км северо-западнее Ренна, в 38 км к юго-востоку от Сен-Бриё.

## Население
Население коммуны на 2016 год составляло 396 человек.
| 1962 | 1968 | 1975 | 1982 | 1990 | 1999 | 2008 | 2016 |
| ---- | ---- | ---- | ---- | ---- | ---- | ---- | ---- |
| 551  | 579  | 518  | 479  | 424  | 366  | 359  | 396  |

## Экономика
В 2007 году среди 212 человек в трудоспособном возрасте (15—64 лет) 152 были экономически активными, 60 — неактивными (показатель активности — 71,7 %, в 1999 году было 68,2 %). Из 152 активных работали 143 человека (80 мужчин и 63 женщины), безработных было 9 (2 мужчин и 7 женщин). Среди 60 неактивных 8 человек были учениками или студентами, 34 — пенсионерами, 18 были неактивными по другим причинам.

## Достопримечательности
- Церковь Руйак
  - Купель для крещения (1829 год). На купели выгравирована надпись: IAN EVITE RECTR 1790 FRANCOIS BERTE TRESORIE MATURAIN BERTAUX MAIRE. Исторический памятник с 1971 года[3]